# Lalacelle
Lalacelle (la.la.sɛlⓘ) es una población y comuna francesa, situada en la región de Baja Normandía, departamento de Orne, en el distrito de Alençon y cantón de Alençon-1.

## Demografía
| 317 | 337 | 350 | 282 | 251 | 268 |
| Para los censos de 1962 a 1999 la población legal corresponde a la población sin duplicidades (Fuente: INSEE [Consultar]) |     |     |     |     |     |